# Гидрокарбонат кальция
Гидрокарбона́т ка́льция (бикарбонат кальция, двууглекислый кальций) — неорганическое химическое соединение, кислая соль кальция и угольной кислоты. Химическая формула — {\displaystyle {\mathsf {Ca(HCO_{3})_{2}}}}. Существует лишь в растворах. Неядовит.

## Свойства
Все гидрокарбонаты растворимы в воде. Гидрокарбонат кальция обусловливает временную жёсткость воды. В организме гидрокарбонаты выполняют важную физиологическую роль — регулируют постоянство реакций[уточнить] в крови. При нагревании раствора гидрокарбоната кальция он разлагается:
{\displaystyle {\mathsf {Ca(HCO_{3})_{2}}}{\xrightarrow {t}}{\mathsf {CaCO_{3}}}\downarrow {\mathsf {+H_{2}O+CO_{2}}}}
Таким образом, реакция разложения гидрокарбоната кальция является обратной реакцией его образования. Именно это уравнение является основным, по которому образуется накипь в чайниках и водонагревательных системах, так как в исходной воде почти всегда содержится гидрокарбонат кальция, который более растворим, чем карбонат.

## Особенности обращения, биологическое действие
Нормативы рекомендуют концентрацию гидрокарбонатов в питьевой воде в диапазоне 30—400 мг/дм³.

## Сферы использования
Бикарбонат кальция нашёл некоторое применение в качестве пищевой добавки Е170(ii). 

## Токсикология
Вещество нетоксично. ПДК 180 мг/дм³ (в воде, по ионам кальция). ЛД50 на крысах - 6420-24000 мг/кг.

## Получение
Гидрокарбонат кальция получают взаимодействием карбоната кальция с углекислым газом и водой:
{\displaystyle {\mathsf {CaCO_{3}+CO_{2}+H_{2}O\longrightarrow \ Ca(HCO_{3})_{2}}}}
Либо действием избытка углекислого газа на раствор гидроксида кальция:
{\displaystyle {\mathsf {Ca(OH)_{2}+2CO_{2}\longrightarrow \ Ca(HCO_{3})_{2}}}}